# Лора Мјур
Лора Мјур (енгл. Laura Muir; Инвернес, 9. мај 1993) је шкотска атлетичарка, тркачица на средње и дуге стазе. Актуелна је европска рекордерка у трци на 3.000 метара у дворани са резултатом 8:26,41 (8 минута, 26 секунди, 41 стотинка). Освојила је сребрну медаљу на Олимпијским играма у Токију 2020. на 1.500 метара, а претходно је била седма на Олимпијским играма у Рију 2016. Мјур је два пута освојила златну медаљу у трци на 1.500 метара на Европским првенствима 2018. и 2022. као и на Играма Комонвелта 2022.
У дворани, она је двострука освајачица медаље на Светском првенству 2018., освојила је сребро на 1.500 м и бронзу на 3.000 метара, и петострука европска шампионка у дворани, укључујући дуплу круну са победама у обе средњепругашке трке (1.500 м/3.000 м) на Европским првенствима 2017. и 2019. 2017. године оборила је европске рекорде у дворани и на 1.000 и на 3.000 метара, а поставила је и британски рекорд на 5.000 метара у дворани. Њен британски рекорд у трци на миљу 2023. сврстава је међу 10 најбржих на свету свих времена.

## Одрастање
Рођена 9. маја 1993. у Инвернесу, у Шкотској, Лора Мјур је одрасла у Милнаторту, Перту и Кинросу. Студирала је ветерину на Универзитету у Глазгову, где је дипломирала 2018.

## Рана каријера
Мјур је дебитовала на међународној сцени на Европском првенству у кросу 2011, када је била део јуниорске женске репрезентације Велике Британије која је освојила злато.
На Светском првенству 2013. у Москви Мјур се пласирала у полуфинале на 800 метара истрчавши лични рекорд од 2:00,83.
У јулу 2014., на Дијамантској лиги у Паризу, трчала је 4:00,07 на 1.500 метара и оборила 27-година стар шкотски рекорд Ивон Мареј.
Завршила је пета на 1.500 м на Светском првенству 2015. одржаном у Пекингу у времену 4:11,48.

## Међународни успеси
Мјур је 22. јула оборила британски рекорд Кели Холмс на 1.500 метара са временом 3:57,49 победивши на митингу Дијамантске лиге у Олимпијском парку у Лондону.
Олимпијске игре у Рију 2016. биле су неуспешне за њу зато што је освојила тек седмо место на 1.500 м у времену 4:12,88. Победница, Фејт Кипјегон из Кеније са 4:08,92, последњих 800 метара истрчала је за 1:57,2.
Мање од две недеље касније, 27. августа, Мјур је поправила свој рекорд Велике Британије за више од две секунде истрчавши водеће време на свету 3:55,22 у победи на митингу Дијамантске лиге у Паризу.

### 2017
4. јануара 2017., трчећи по други пут икада на 5.000 метара, Мјур је са временом 14:49,12 оборила 25-година стар британски рекорд у дворани којег је држала њена земљакиња Шкотланђанка Лиз Меколган. Тачно месец дана касније, поставила је европски рекорд на 3.000 метара у дворани у Карлсруеу у времену од 8:26,41, надмашивши Рускињу Лилију Шобухову и Кенијку Хелен Обири. Мјур је 18. фебруара оборила европски рекорд на 1.000 метара у дворани на митингу у Бирмингему. Са временом од 2:31,93 оборила је европски рекорд Рускиње Јулије Чиженко.
Мјур је наставила рекордну форму у марту, доминирајући на Европском првенству у дворани у Београду . Узела је злато на 1.500 м, оборивши британски рекорд Кели Холмс, као и 32 године стар рекорд шампионата Дојне Мелинте. Своју другу титулу освојила је у трци на 3.000 м, где је опет оборила рекорд европских првенстава. Постала је тек друга жена која је освојила дуплу круну на једном Европском првенству у дворани (после Пољакиње Лидије Чојецке).

На Светском првенству одржаном у Лондону, завршила је четврта на 1.500 м и шеста на 5.000 м. Након овог првенства, најавила је да ће пропустити Игре Комонвелта 2018. у априлу како би се фокусирала на испите из студија ветеринарске медицине.

### 2018
Мјур се у марту такмичила на Светском првенству у дворани у Бирмингему, где је прво освојила бронзану медаљу на 3.000 м, а затим и сребрну медаљу на 1.500 м, два дана касније. У обе трке је победила Гензебе Дибаба.
У августу 2018. Мјур је освојила титулу на 1.500 метара на Европском првенству у Берлину 2018, што је била њена прва велика медаља на отвореном.

### 2019
У фебруару је Мјур оборила 31-година стар британски рекорд у трци на једну миљу у дворани, зауставивши штоперицу на тада трећем најбржем времену на свету икада (4:18,75). Била је само 1,6 секунду спорија од европског рекорда.
У марту 2019. у Глазгову је постала прва атлетичарка у историји која је освојила дуплу круну на Европском првенству у дворани док је бранила своје титуле на 1.500 м и 3.000 м.
Мјур је завршила пета на 1.500 м на Светском првенству у Дохи у времену 3:55,76.

### 2020–21
Током сезоне пандемије 2020. године, Мјур је оборила британски рекорд Кели Холмс на 1.000 метара за скоро две секунде, истрчавши време од 2:30,82, када је завршила као друга иза Кипјегон на митингу Дијамантске лиге у Монаку.
9. фебруара 2021. године, у Лијевену у Француској, постала је прва Британка која је пробила границу од четири минута у дворани у трци на 1.500 м. Мјур је у рекордној трци завршила друга  са временом 3:59,58 иза победнице Гудаф Цегај.
На одложеним Олимпијским играма у Токију 2020. у августу 2021. Мјур је освојила сребрну медаљу на 1.500 метара у времену од три минута и 54,50 секунди, поправивши сопствени британски рекорд. Она је победила актуелну светску шампионку у овој дисциплини, Сифан Хасан (3:55,86), завршивши друга иза Кипјегон која је трчала 3:53,11.

### 2022
Током сезоне у дворани, Мјур није могла да трчи два месеца због стресног прелома десне бутне кости, који се догодио у фебруару. Упркос томе, у јулу, на Светском првенству у Јуџину, освојила је бронзу. Истрчала је своје треће најбрже време икада за 1.500 м (3:55,28), завршивши иза Цегај која је освојила сребро у времену 3:54,52 и Кипјегон која је освојила злато за 3:52,96.
Мјур је закључила сезону 2022 успешно одбранивши титулу првакиње Европе на 1.500 м у Минхену 2022.

### 2023
У Истанбулу, у марту 2023., Мјур је освојила своју пету европску титулу у дворани победивши на 1.500 м.
Крајем месеца, Мјур се растала од тренера Ендија Јанга, који ју је тренирао од 2011. године. Растанак је уследио након што је Лора напустила тренинг камп у Јужној Африци.

## Достигнућа

### Лични рекорди
| Стаза        | Дисциплина   | Време (минуте:секунде.стотинке) | Датум             | Место                         |
| ------------ | ------------ | ------------------------------- | ----------------- | ----------------------------- |
| На отвореном | 800 метара   | 1:56,73                         | 9. јул 2021.      | Монако                        |
| На отвореном | 1.000 метара | 2:30,82                         | 14. август 2020.  | Монако                        |
| На отвореном | 1.500 метара | 3:53.37                         | 10. август 2024.  | Париз, Француска              |
| На отвореном | Једна миља   | 4:18,03                         | 9. јул 2017.      | Лондон, Велика Британија      |
| На отвореном | 3.000 метара | 8:30,53                         | 26. август 2022.  | Лозана                        |
| На отвореном | 5.000 метара | 14:42,63                        | 9. јуна 2023.     | Париз, Француска              |
| У дворани    | 800 метара   | 1:58,44                         | 1. фебруар 2020.  | Глазгов, Уједињено Краљевство |
| У дворани    | 1.000 метара | 2:31,93                         | 18. фебруар 2017. | Бирмингем, Велика Британија   |
| У дворани    | 1.500 метара | 3:59,58                         | 9. фебруар 2021.  | Лијевен, Француска            |
| У дворани    | Једна миља   | 4:18,75                         | 16. фебруар 2019. | Бирмингем, Велика Британија   |
| У дворани    | 3.000 метара | 8:26,41                         | 4. фебруар 2017.  | Карлсруе, Немачка             |
| У дворани    | 5.000 метара | 14:49,12                        | 4. јануара 2017.  | Глазгов, Уједињено Краљевство |

### Међународна такмичења
| Година | Такмичење                           | Место                           | Позиција | Дисциплина            | Резултат | Белешка |
| ------ | ----------------------------------- | ------------------------------- | -------- | --------------------- | -------- | ------- |
| 2011.  | Европско првенство у кросу          | Велење, Словенија               | 30.      | Трка јуниорки         | 14:06    |         |
| 2012.  | Светско првенство за јуниоре        | Барселона, Шпанија              | 16.      | 3.000 м               | 9:40,81  |         |
| 2013.  | Европско првенство у дворани        | Гетеборг, Шведска               | 6.       | 1.500 м               | 4:18,39  |         |
| 2013.  | Европско првенство за млађе сениоре | Тампере, Финска                 | 3.       | 1.500 м               | 4:08,19  |         |
| 2013.  | Светско првенство                   | Москва, Русија                  | 9.       | 800 м                 | 2:00,83  |         |
| 2014.  | Светско првенство у дворани         | Сопот, Пољска                   | 7.       | 800 м                 | 2:02,55  |         |
| 2014.  | Игре Комонвелта                     | Глазгов, Шкотска                | 11.      | 1.500 м               | 4:14,21  |         |
| 2014.  | Европско првенство                  | Цирих, Швајцарска               | 15.      | 1.500 м               | 4:14,69  |         |
| 2015.  | Европско првенство у дворани        | Праг, Чешка                     | 4.       | 3.000 м               | 8:52,44  |         |
| 2015.  | Светско првенство                   | Пекинг, Кина                    | 5.       | 1.500 м               | 4:11,48  |         |
| 2015.  | Европско првенство у кросу          | Јер, Француска                  | 4.       | Трка млађих сениорки  | 19:53    |         |
| 2015.  | Европско првенство у кросу          | Јер, Француска                  | 1.       | Млађе сениорке екипно | 41 поен  |         |
| 2016.  | Олимпијске игре                     | Рио де Жанеиро, Бразил          | 7.       | 1.500 м               | 4:12,88  |         |
| 2017.  | Европско првенство у дворани        | Београд, Србија                 | 1.       | 1.500 м               | 4:02,39  |         |
| 2017.  | Европско првенство у дворани        | Београд, Србија                 | 1.       | 3.000 м               | 8:35,67  |         |
| 2017.  | Светско првенство                   | Лондон, Уједињено Краљевство    | 4.       | 1.500 м               | 4:02,97  |         |
| 2017.  | Светско првенство                   | Лондон, Уједињено Краљевство    | 6.       | 5.000 м               | 14:52,07 |         |
| 2018.  | Светско првенство у дворани         | Бирмингем, Уједињено Краљевство | 2.       | 1.500 м               | 4:06,23  |         |
| 2018.  | Светско првенство у дворани         | Бирмингем, Уједињено Краљевство | 3.       | 3.000 м               | 8:45,78  |         |
| 2018.  | Европско првенство                  | Берлин, Немачка                 | 1.       | 1.500 м               | 4:02,32  |         |
| 2019.  | Европско првенство у дворани        | Глазгов, Уједињено Краљевство   | 1.       | 1.500 м               | 4:05,92  |         |
| 2019.  | Европско првенство у дворани        | Глазгов, Уједињено Краљевство   | 1.       | 3.000 м               | 8:30,61  |         |
| 2019.  | Светско првенство                   | Доха, Катар                     | 5.       | 1.500 м               | 3:55,76  |         |
| 2021.  | Олимпијске игре                     | Токио, Јапан                    | 2.       | 1.500 м               | 3:54,50  |         |
| 2022.  | Светско првенство                   | Јуџин, САД                      | 3.       | 1.500 м               | 3:55,28  |         |
| 2022.  | Игре Комонвелта                     | Бирмингем, Уједињено Краљевство | 3.       | 800 м                 | 1:57,87  |         |
| 2022.  | Игре Комонвелта                     | Бирмингем, Уједињено Краљевство | 1.       | 1.500 м               | 4:02,75  |         |
| 2022.  | Европско првенство                  | Минхен, Немачка                 | 1.       | 1.500 м               | 4:01,08  |         |
| 2023.  | Европско првенство у дворани        | Истанбул, Турска                | 1.       | 1.500 м               | 4:03,40  |         |
| 2023.  | Светско првенство                   | Будимпешта, Мађарска            | 6.       | 1.500 м               | 3:58,58  |         |
| 2024.  | Светско првенство у дворани         | Глазгов, Велика Британија       | 5.       | 3.000 м               | 8:29,76  |         |
| 2024.  | Олимпијске игре                     | Париз, Француска                | 5.       | 1.500 м               | 3:53.37  |         |

### Остало
Године 2022. једна од нових улица у њеном родном граду Милнаторту добила је име по Лори Мјур.